# Lola Dueñas
María Dolores "Lola" Dueñas Navarro, född 6 oktober 1971 i Barcelona, är en spansk skådespelare.
Dueñas debuterade som filmskådespelare 1992 och har spelat i flera av Pedro Almodóvars filmer. 2006 utsågs hon till Bästa kvinnliga skådespelare vid Filmfestivalen i Cannes för sin roll i Almodóvars Att återvända. Priset delades ut kollektivt till Dueñas och hennes motspelare Carmen Maura, Penélope Cruz, Chus Lampreave, Blanca Portillo och Yohana Cobo. Hon har även nominerats till tre stycken Goyapriser varav hon vunnit två, 2005 för rollen i Gråta med ett leende och 2010 för Yo, también - Jag med. 

## Filmografi i urval
- 2002 – Piedras - livets labyrint
- 2002 – Tala med henne
- 2003 – Días de fútbol
- 2004 – Gråta med ett leende
- 2005 – 20 centímetros
- 2006 – Att återvända
- 2009 – Yo, también - Jag med
- 2009 – Brustna omfamningar
- 2009 – Kvinnorna på sjätte våningen
- 2009 – Kärlek i Normandie
- 2013 – Kära passagerare
- 2014 – Los fenómenos
- 2014 – Alleluia
- 2023 – Bird Box Barcelona